# عصر یخبندان: ماجراهای باک وایلد
عصر یخبندان: ماجراهای باک وایلد (به انگلیسی: The Ice Age Adventures of Buck Wild) یک فیلم کمدی ماجراجویی پویانمایی رایانه‌ای آمریکایی به کارگردانی جان سی. دانکین و نویسندگی جیم هچت، ری دلورنتیس و ویلیام شیفرین است. این فیلم به عنوان ششمین قسمت از فرنچایز «عصر یخبندان» در نظر گرفته شده و سایمون پگ نقش اصلی آن را بازی می‌کند.
این فیلم توسط استودیو قرن بیستم و انیمیشن قرن بیستم از طریق دیزنی پلاس در ۲۸ ژانویه ۲۰۲۲ در سراسر جهان منتشر شد. این فیلم عموماً نقدهای منفی از سوی منتقدان دریافت کرد که از طنز، نگارش، انیمیشن، کرش و ادی به عنوان قهرمان اصلی به جای باک، عدم حضور اسکرات و تصمیم برای ساخت فیلم بدون دخالت بلو اسکای استودیو انتقاد کردند.

## خلاصهٔ داستان
«عصر یخبندان: ماجراهای باک وایلد» به فرارهای خنده‌دار پستانداران ماقبل تاریخ این مجموعه ادامه می‌دهد. کرش و ادی، دو برادر که عاشق هیجان هستند، ناامید از بازگشتن پیش خواهر ناتنی بزرگترشان الی، به‌دنبال یافتن مکانی برای خود هستند، اما به‌سرعت خود را در یک غار عظیم زیرزمینی می‌یابند. آنها توسط راسوی تک‌چشم و ماجراجو و شکارچی دایناسور، باک وایلد، نجات می‌یابند و باید با هم با دایناسورهای سرکشی که در دنیای گمشده ساکن هستند، روبرو شوند.

## صداپیشه‌ها
- سایمون پگ در نقش باک
- وینسنت تانگ در نقش کرش[۱]
- آرون هریس در نقش ادی[۱]
- اوتکارش آمبودکار در نقش اورسون[۱]
- جاستینا ماچادو در نقش زی[۱]

علاوه‌بر این، مندی، سید، دیگو و الی به‌عنوان شخصیت‌های پشتیبان ظاهر می‌شوند.

## تولید
جالینوس تی. چو یکی از کارگردانان فیلم در ژوئن ۲۰۱۶ در مورد امکان وجود یک فیلم ششم اظهار نظر کرد و گفت که ایده‌هایی برای قسمت بعدی وجود دارد. استیسی اسنایدر مدیر عامل شرکت استودیو قرن بیستم در اوت ۲۰۱۸ اعلام کرد که یک سریال تلویزیونی بر اساس عصر یخبندان و در اطراف شخصیت باک در حال توسعه است. در ۲۵ اکتبر ۲۰۱۹، پس از اکتساب قرن بیست و یکم توسط دیزنی، کار روی این پروژه توسعه دیزنی پلاس ادامه داده شد. در ماه دسامبر ۲۰۲۰، این پروژه به عنوان یک فیلم دوباره توسعه‌داده‌شده تأیید شد و عنوان آن «عصر یخبندان: ماجراهای باک وایلد» معرفی شد.

## بازخورد
در وبگاه جمع‌آوری نقد راتن تومیتوز، ٪۱۷ از ۳۵ بررسی منتقدان مثبت است، و میانگینِ امتیاز آن ۳٫۷/۱۰ است. اجماع این وبگاه چنین می‌نویسد: «عصر یخبندان: ماجراهای باک وایلد سفری قابل پیش‌بینی به منطقه‌ای آشنا را بدون بازیگران اصلی، اسکرات و شادی فیلم‌های پیشین به نمایش می‌گذارد.» این فیلم در متاکریتیک که از میانگین وزنی استفاده می‌کند، بر اساس نظر ۵ منتقدین امتیاز ۳۰ از ۱۰۰ را کسب کرده که نشان‌گر «نقدهای عموما نامطلوب» است.